# Амброж-под-Крвавцем
Амброж-под-Крвавцем (словен. Ambrož pod Krvavcem) — поселення в общині Церклє-на-Горенськем, Горенський регіон, Словенія. Висота над рівнем моря: 1078,8 м.